# Louis Turreau
 (avril 2019).
Si vous disposez d'ouvrages ou d'articles de référence ou si vous connaissez des sites web de qualité traitant du thème abordé ici, merci de compléter l'article en donnant les références utiles à sa vérifiabilité et en les liant à la section « Notes et références ».
Pour les articles homonymes, voir Turreau.
Louis Turreau-Linières, dit  Louis Turreau, né le 18 septembre 1761 à Évreux et décédé le 7 avril 1797 à Coni (Italie), est un homme politique français. C'est un cousin de Louis Marie Turreau, général révolutionnaire qui commande les colonnes infernales lors de la guerre de Vendée.

## Biographie
Après avoir été soldat pendant quelques années, il achète son congé et épouse une riche veuve en août 1789. Aussitôt après commence sa carrière politique à la suite de la Révolution française.
La France devient une monarchie constitutionnelle en application de la constitution du 3 septembre 1791. Le même mois, alors qu'il est administrateur de l'Yonne, Turreau-Linières est élu député suppléant, le troisième et dernier, à l'Assemblée nationale législative, où il n'est pas appelé à siéger.
En septembre 1792, Turreau-Linières est élu député de l'Yonne, le troisième sur neuf, à la Convention nationale.
Il siège sur les bancs de Montagne. Lors du procès de Louis XVI, il vote la mort et rejette l'appel au peuple et le sursis à l'exécution. En avril 1793, il est absent lors de la mise en accusation de Jean-Paul Marat. En mars, il est en effet envoyé en mission, aux côtés d'Antoine Garnier, dans les départements de l'Aube et de l'Yonne afin d'accélérer la levée en masse. En mai de la même année, de retour dans l'hémicycle, il vote contre le rétablissement de la Commission des Douze.
Pendant la guerre de Vendée, avec les représentants du gouvernement Pierre-Louis Prieur et Pierre Bourbotte, il fit exécuter, malgré la protestation du général Haxo, une garnison de 1 800 soldats, dont le général vendéen Maurice d'Elbée (qui avait quelque temps plus tôt gracié 400 prisonniers républicains), après la bataille de Noirmoutier du 3 janvier 1794. Les troupes vendéennes s'étaient pourtant rendues sous promesse d'avoir la vie sauve par Haxo, considéré comme un officier loyal, qui avait déclaré : « Je commande des Français contre des Français insurgés et puisque je peux épargner le sang des uns et des autres, je vous déclare que je promets la vie sauve aux Royalistes qui se rendront »
Après la chute de Maximilien de Robespierre (9 thermidor an II - 27 juillet 1794), il devient un thermidorien non moins zélé. N'ayant pas été réélu à la nouvelle législature, il occupe par la suite différentes fonctions dans l'administration militaire.
On a prétendu qu'il a fini ses jours assassiné par un mari jaloux.